# Bugsy Malone
A Bugsy Malone Alan Parker 1976-ban bemutatott filmje. A filmtörténet gyermekszereplőkkel eljátszott egyetlen gengszterfilmje, mely A Keresztapa paródiájának is tekinthető. A film egyik szereplője sem múlt el 16 éves a forgatás idején.

## Cselekmény
New York, 1929. Bugsy Malone, a jóképű, csavaros észjárású helyi menő mindig jól megélt abból, hogy a város két maffiafőnökét (Kövér Samet és Dandy Dant) egymás ellen kijátssza és végül ő nyúlja le az ügyletekből a hasznot. Ám szerelmes lesz egy csinos énekesnőbe, és innentől kezdve az érzelmeire is hallgatnia kell, ami helyzetét megbonyolítja.
Épp ezen időszak alatt tör ki a város eddigi legnagyobb gengszterháborúja, melyből neki is ki kell vennie a részét. A film végére hatalmas leszámolás van kibontakozóban, amit Malone szerelmével igyekszik elkerülni.

## Szereplők
| Színész                | Szerep        | Magyar hang           |
| ---------------------- | ------------- | --------------------- |
| Scott Baio             | Bugsy Malone  | Benedikty Marcell     |
| Florrie Dugger         | Blousey Brown | Vadász Bea            |
| Jodie Foster           | Tallulah      | Szinetár Dóra         |
| John Cassisi           | Dagi Sam      | Vicsek Miklós         |
| Martin Lev             | Dandy Dan     | Bakonyi Péter         |
| Paul Murphy            | Leroy Smith   | Gyenes Péter          |
| Sheridan Earl Russell  | Ropi          | Dunai Mihály          |
| Albin 'Humpty' Jenkins | Fizzy         | Szőke András          |
| Paul Chirelstein       | Smolsky       | Harsányi Bence        |
| Andrew Paul            | O'Dreary      | Kolovratnik Krisztián |
| Davidson Knight        | Simlis Joe    | Jávor Dani            |
| Michael Jackson        | Razamataz     | eredeti nyelven       |
| Jeffrey Stevens        | Louis         | Minárovits Péter      |

## Díjak és jelölések
Oscar-díj (1977)
- jelölés: legjobb eredeti filmzene – Paul Williams

BAFTA-díj (1977)
- díj: legjobb díszlet – Geoffrey Kirkland
- díj: legjobb forgatókönyv – Alan Parker
- díj: legjobb hang – Leslie Wiggins, Clive Winter
- díj: legjobb női mellékszereplő – Jodie Foster
- díj: legígéretesebb elsőfilmes főszereplő – Jodie Foster
- jelölés: legjobb film – Alan Parker
- jelölés: legjobb rendező – Alan Parker
- jelölés: Anthony Asquith-díj a legjobb filmzenének – Paul Williams
- jelölés: legjobb kosztüm – Monica Howe

Cannes-i fesztivál (1976)
- jelölés: Arany Pálma (Alan Parker)

Golden Globe-díj (1977)
- jelölés: legjobb filmmusical vagy vígjáték
- jelölés: legjobb eredeti filmzene – Paul Williams
- jelölés: legjobb betétdal – Paul Williams: Bugsy Malone c. dal

Szaturnusz-díj (1977)
- jelölés: Golden Scroll (legjobb fantasy film)